# Frank Deville
Frank Deville (ur. 12 sierpnia 1970) – luksemburski piłkarz występujący na pozycji pomocnika. Ojciec innego piłkarza, Maurice’a Deville.

## Kariera
Deville karierę rozpoczynał w 1987 roku w zespole Swift Hesperange. W 1990 roku zdobył z nim Puchar Luksemburga. W 1992 roku odszedł do Unionu Luksemburg. W 1993 roku wywalczył z nim wicemistrzostwo Luksemburga. Graczem Unionu był przez trzy lata.
W 1995 roku Deville przeszedł do niemieckiego Unionu Berlin, grającego w Regionallidze Nordost. Spędził tam rok. Następnie występował w 1. FC Saarbrücken (Regionalliga West/Südwest) oraz w SV Mettlach (Oberliga Südwest).
W 1998 roku Deville wrócił do Luksemburga, gdzie został graczem Aveniru Beggen. Potem grał w FC Mondercange, a także w F91 Dudelange, gdzie w 2003 roku, po wywalczeniu wicemistrzostwa Luksemburga, zakończył karierę.

## Kariera reprezentacyjna
W reprezentacji Luksemburga Deville zadebiutował 14 lutego 1995 w przegranym 2:4 towarzyskim meczu z Izraelem. W latach 1995–2002 drużynie narodowej rozegrał 33 spotkania.